# Катапультирование ботинок
Катапультирование ботинок (англ. Boots Launching) — неписаная традиция, существующая на авианосцах ВМС США c 1960-х годов. После окончания двухлетнего цикла службы (англ. Tour of Duty) офицер катапульты (англ. Catapult Officer, жарг. — Shooter) запускает в воздух свои ботинки. В процессе шумной церемонии, на которой присутствует катапультная команда и офицеры корабля, ботинки привязываются шнурками к челноку катапульты, и катапульта запускается штатным образом. Такая же церемония происходит при ротации руководителя полётов (англ. Air Officer, жарг. — Air Boss), его заместителя (англ. Assistant Air Officer, жарг. — Mini Boss) и командира авианосца (англ. Commanding Officer, жарг. — Skipper). Цикл службы последнего обычно составляет три года.
Поскольку скорость челнока превышает 200 км/ч, ботинки пролетают около 100 метров.
Похожая традиция существует для авианосцев накануне их вывода из состава флота. В последнем плавании катапульта запускает в воздух ботинки командира корабля.

## Галерея
- Связанные шнурками ботинки цепляются к челноку
- Всё готово к пуску
- «Пуск!» – классический жест офицера катапульты
- Офицер катапульты даёт команду на запуск ботинок
- Ботинки в полёте